# Coventry Airport
Coventry Airport är en flygplats i Storbritannien.   Den ligger i grevskapet Warwickshire och riksdelen England, i den södra delen av landet, 130 km nordväst om huvudstaden London. Coventry Airport ligger 81 meter över havet.
Terrängen runt Coventry Airport är platt. Runt Coventry Airport är det tätbefolkat, med 276 invånare per kvadratkilometer. Närmaste större samhälle är Coventry, 4,6 km nordväst om Coventry Airport. Trakten runt Coventry Airport består till största delen av jordbruksmark.